# Meent (tramhalte)

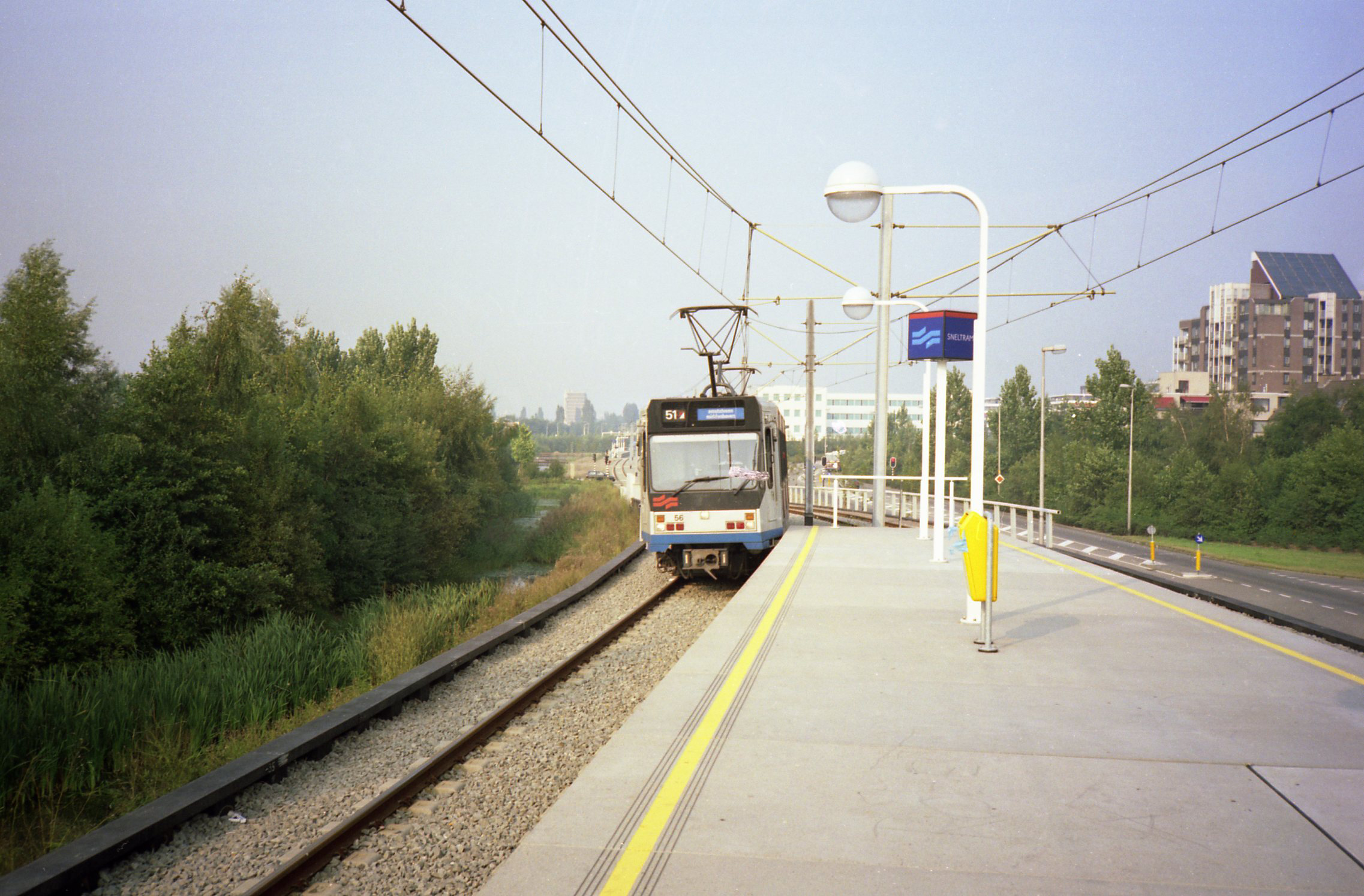
Sneltram 51 die de oude halte nadert.

Meent is een tramhalte van de Amsterdamse tram en voorheen sneltramhalte van de Amsterdamse metro in Amstelveen. De halte heeft een eilandperron dat te bereiken is via een trap en een lift. De halte bevindt zich op de grens tussen de Amstelveense wijken Waardhuizen en Middenhoven. De halte is vernoemd naar ontmoetingscentrum de Meent die zich naast het station bevindt.

## Sneltramhalte
Van 1990 tot 2019 stopte hier sneltram 51 richting Middenhoven (na 2004 naar Westwijk) en richting Centraal Station. De voornamelijke sneltramhalte werd tegelijkertijd geopend met de opening van Amstelveenlijn op 1 december 1990. Toen de sneltramlijn werd opgeheven in maart 2019 was kort daarna het oude perron gesloopt om vervolgens plaats te maken voor het nieuwe perron. 

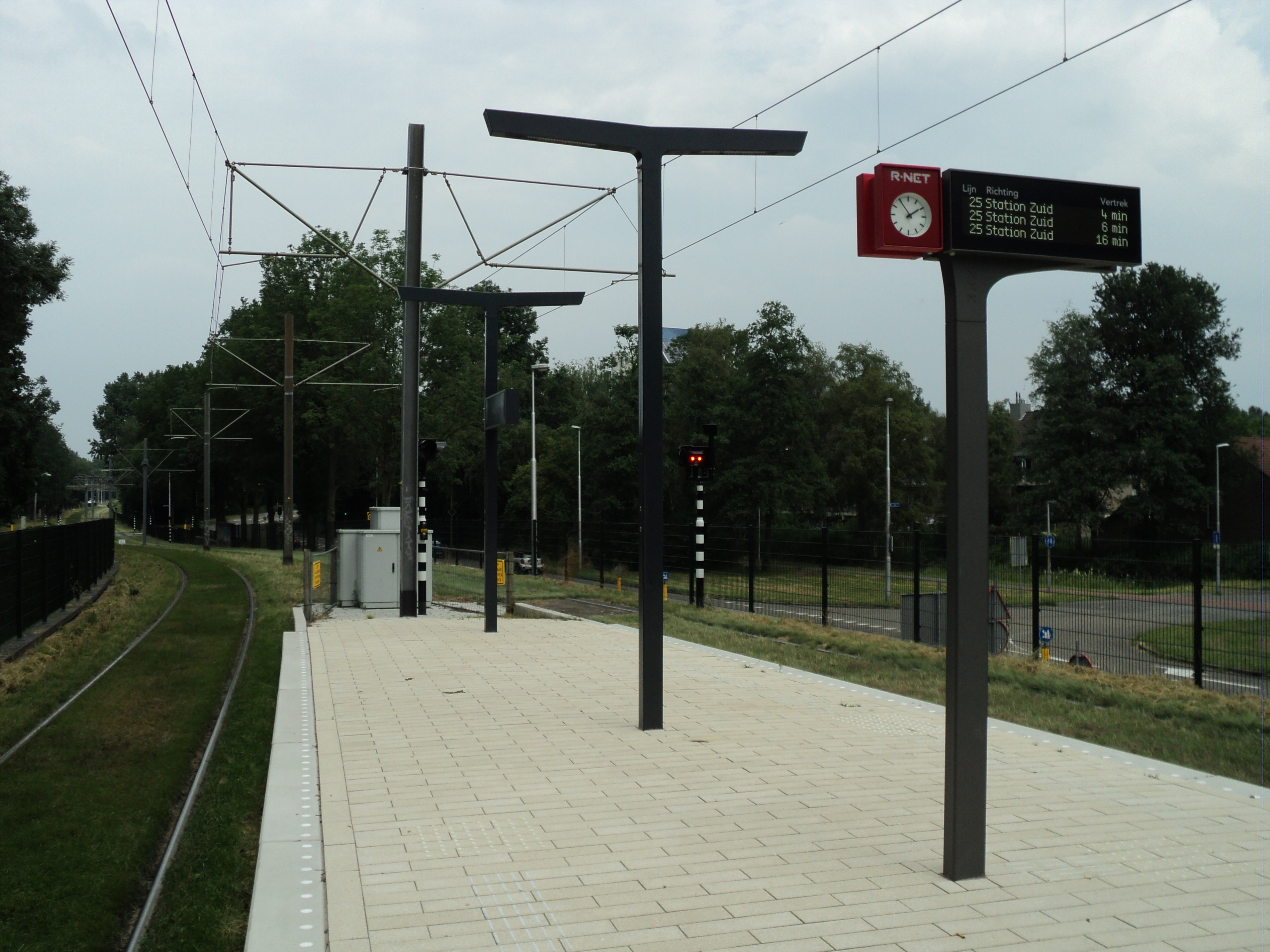
De nieuwe halte, op bijna dezelfde plek genomen circa 30 jaar later.

## Verbouwing
In de plannen voor de vernieuwde Amstelveenlijn, die in 2020 gereed kwam en waarvan de werkzaamheden in voorjaar 2019 waren gestart, is de halte Meent blijven bestaan. Er moest een nieuw perron komen voor de halte omdat de oude haltes niet laagvloers waren en dus niet geschikt waren voor de nieuwe trams die er zouden rijden. Bovendien waren de abri's en bebording ook aan vervanging toe. De nieuwe, verlaagde halte is op 13 december 2020 heropend voor de tramlijn 25 (Amsteltram).
Centraal Station (NS) ·
Nieuwmarkt ·
Waterlooplein ·
Weesperplein ·
Wibautstraat ·
Amstelstation (NS) ·
Spaklerweg ·
Overamstel ·
Station RAI (NS) ·
Station Zuid (NS) ·
De Boelelaan / VU ·
A.J. Ernststraat ·
Van Boshuizenstraat ·
Uilenstede ·
Kronenburg ·
Zonnestein ·
Onderuit ·
Oranjebaan ·
Amstelveen Centrum ·
Ouderkerkerlaan ·
Sportlaan ·
Marne ·
Gondel ·
Meent ·
Brink ·
Poortwachter ·
Spinnerij ·
Sacharovlaan ·
Westwijk